# Tanjong Mulia
Tanjong Mulia is een bestuurslaag in het regentschap Bireuen van de provincie Atjeh, Indonesië. Tanjong Mulia telt 355 inwoners (volkstelling 2010).